# Liste der Starts vom Space Launch Complex 4

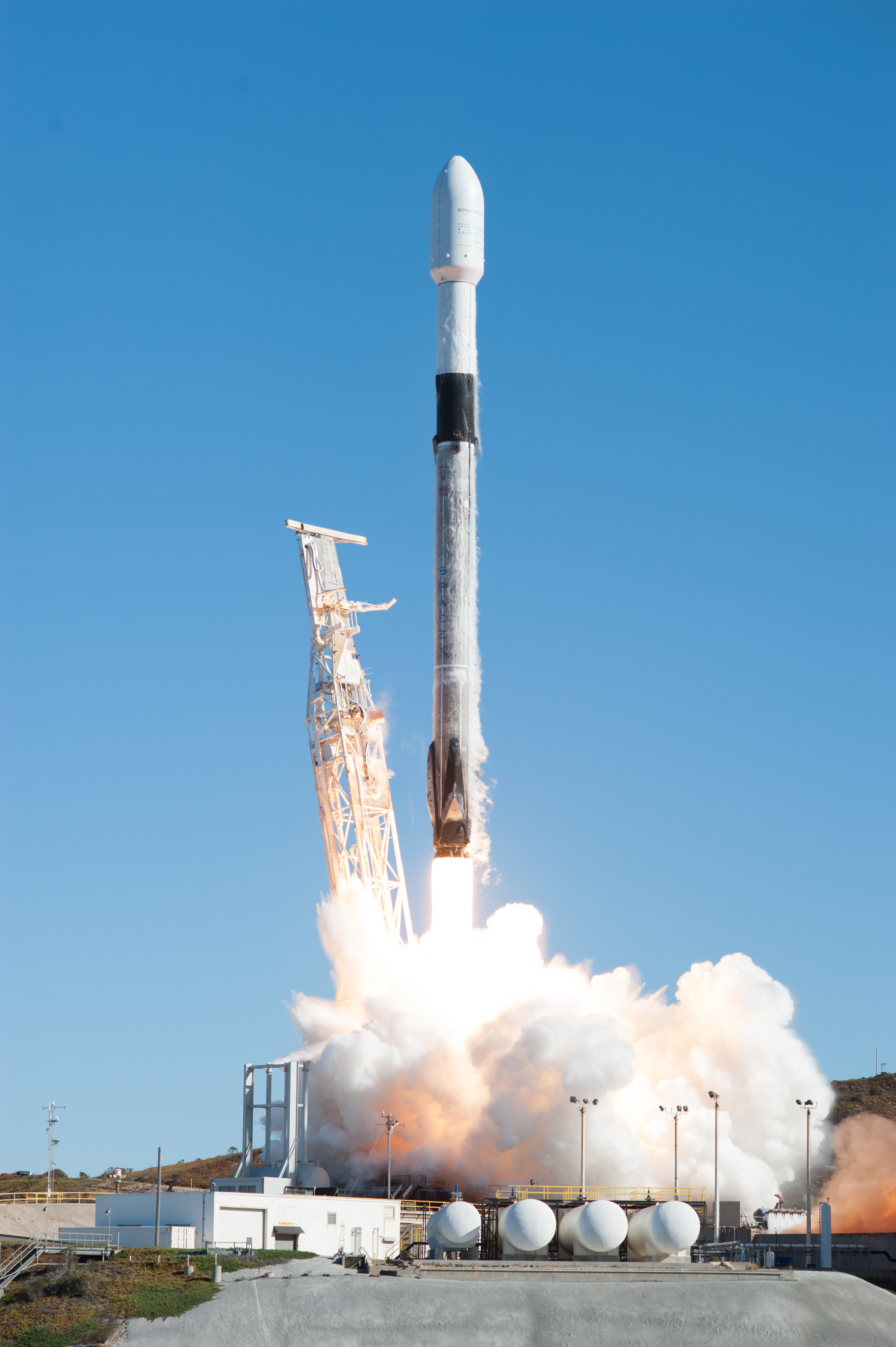
Start einer Falcon-9-Rakete am 3. Dezember 2018

Dies ist eine vollständige Liste der Raketenstarts vom Space Launch Complex 4 der Vandenberg Space Force Base. Sie umfasst des Weiteren auch eine Liste von Falcon-9-Erststufenlandungen auf der Landing Zone 4. 

## Startlisten

### Atlas-Starts
| Start Nr.                        | Startdatum (UTC)                 | Pad                              | Raketentyp                       | S/N                              | Nutzlast                          | Art der Nutzlast                                        | Umlaufbahn                       | Anmerkungen                                                                                               |
| 1963 – 1964 – 1965 – 1966 – 1967 | 1963 – 1964 – 1965 – 1966 – 1967 | 1963 – 1964 – 1965 – 1966 – 1967 | 1963 – 1964 – 1965 – 1966 – 1967 | 1963 – 1964 – 1965 – 1966 – 1967 | 1963 – 1964 – 1965 – 1966 – 1967  | 1963 – 1964 – 1965 – 1966 – 1967                        | 1963 – 1964 – 1965 – 1966 – 1967 | 1963 – 1964 – 1965 – 1966 – 1967                                                                          |
| 1963                             | 1963                             | 1963                             | 1963                             | 1963                             | 1963                              | 1963                                                    | 1963                             | 1963 |
| -------------------------------- | -------------------------------- | -------------------------------- | -------------------------------- | -------------------------------- | --------------------------------- | ------------------------------------------------------- | -------------------------------- | --- |
| 1.                               | 12. Juli 1963 20:45              | 4W                               | Atlas-LV3/Agena-D                | 201D                             | Keyhole-7 1                       | Aufklärungssatellit                                     | LEO                              | Erfolg Erster Start einer Atlas-Rakete vom Space Launch Complex 4.                                        |
| 2.                               | 6. September 1963 19:30          | 4W                               | Atlas-LV3/Agena-D                | 212D                             | Keyhole-7 2                       | Aufklärungssatellit                                     | LEO                              | Erfolg |
| 3.                               | 25. Oktober 1963 18:59           | 4W                               | Atlas-LV3/Agena-D                | 224D                             | Keyhole-7 3                       | Aufklärungssatellit                                     | LEO                              | Erfolg |
| 4.                               | 18. Dezember 1963 21:45          | 4W                               | Atlas-LV3/Agena-D                | 227D                             | Keyhole-7 4                       | Aufklärungssatellit                                     | LEO                              | Erfolg |
| 1964                             |                                  |                                  |                                  |                                  |                                   |                                                         |                                  | |
| 5.                               | 25. Februar 1964 18:59           | 4W                               | Atlas-LV3/Agena-D                | 285D                             | Keyhole-7 5                       | Aufklärungssatellit                                     | LEO                              | Erfolg |
| 6.                               | 11. März 1964 20:14              | 4W                               | Atlas-LV3/Agena-D                | 296D                             | Keyhole-7 6                       | Aufklärungssatellit                                     | LEO                              | Erfolg |
| 7.                               | 23. April 1964 16:19             | 4W                               | Atlas-LV3/Agena-D                | 351D                             | Keyhole-7 7                       | Aufklärungssatellit                                     | LEO                              | Erfolg |
| 8.                               | 19. Mai 1964 19:21               | 4W                               | Atlas-LV3/Agena-D                | 350D                             | Keyhole-7 8                       | Aufklärungssatellit                                     | LEO                              | Erfolg |
| 9.                               | 6. Juli 1964 18:51               | 4W                               | Atlas-LV3/Agena-D                | 352D                             | Keyhole-7 9 OPS-4923 (Noah's Ark) | zwei Aufklärungssatelliten                              | LEO                              | Erfolg |
| 10.                              | 14. August 1964 22:00            | 4E                               | Atlas-SLV3/Agena-D               | 7101                             | Keyhole-7 10 Hitchhiker 2         | Aufklärungssatellit Experimentalsatellit                | LEO                              | Erfolg |
| 11.                              | 23. September 1964 20:06         | 4E                               | Atlas-SLV3/Agena-D               | 7102                             | Keyhole-7 11                      | Aufklärungssatellit                                     | LEO                              | Erfolg |
| 12.                              | 8. Oktober 1964 19:34            | 4E                               | Atlas-SLV3/Agena-D               | 7103                             | Keyhole-7 12 Pundit 3             | zwei Aufklärungssatelliten                              | LEO                              | Fehlschlag Kurzschluss der Centaur-Oberstufe; Triebwerk schaltet nach 1,5 Sekunden ab.                    |
| 13.                              | 23. Oktober 1964 18:30           | 4W                               | Atlas-LV3/Agena-D                | 353D                             | Keyhole-7 13 Plymouth Rock 3      | zwei Aufklärungssatelliten                              | LEO                              | Erfolg |
| 14.                              | 4. Dezember 1964 18:57           | 4E                               | Atlas-SLV3/Agena-D               | 7105                             | Keyhole-7 14                      | Aufklärungssatellit                                     | LEO                              | Erfolg |
| 1965                             |                                  |                                  |                                  |                                  |                                   |                                                         |                                  | |
| 15.                              | 23. Januar 1965 20:09            | 4W                               | Atlas-SLV3/Agena-D               | 7106                             | Keyhole-7 15                      | Aufklärungssatellit                                     | LEO                              | Erfolg |
| 16.                              | 12. März 1965 19:25              | 4W                               | Atlas-SLV3/Agena-D               | 7104                             | Keyhole-7 16                      | Aufklärungssatellit                                     | LEO                              | Erfolg |
| 17.                              | 3. April 1965 21:24              | 4E                               | Atlas-SLV3/Agena-D               | 7401                             | Snapshot SECOR 4                  | Technologiesatellit mit Nuklearreaktor Geodäsiesatellit | LEO                              | Erfolg |
| 18.                              | 28. April 1965 20:17             | 4E                               | Atlas-SLV3/Agena-D               | 7107                             | Keyhole-7 17 Pundit 4             | zwei Aufklärungssatelliten                              | LEO                              | Erfolg |
| 19.                              | 27. Mai 1965 19:30               | 4E                               | Atlas-SLV3/Agena-D               | 7108                             | Keyhole-7 18                      | Aufklärungssatellit                                     | LEO                              | Erfolg |
| 20.                              | 25. Juni 1965 19:30              | 4E                               | Atlas-SLV3/Agena-D               | 7109                             | Keyhole-7 19 Fanion 1 / Tripos 1  | zwei Aufklärungssatelliten                              | LEO                              | Erfolg |
| 21.                              | 12. Juli 1965 19:00              | 4E                               | Atlas-SLV3/Agena-D               | 7112                             | Keyhole-7 20                      | Aufklärungssatellit                                     | LEO                              | Fehlschlag Durch Programmierfehler schalten bei der Boostertrennung alle Triebwerke ab; Rakete stürzt ab. |
| 22.                              | 3. August 1965 19:12             | 4E                               | Atlas-SLV3/Agena-D               | 7111                             | Keyhole-7 21                      | Aufklärungssatellit                                     | LEO                              | Erfolg |
| 23.                              | 30. September 1965 19:20         | 4E                               | Atlas-SLV3/Agena-D               | 7110                             | Keyhole-7 22                      | Aufklärungssatellit                                     | LEO                              | Erfolg |
| 24.                              | 8. November 1965 19:26           | 4E                               | Atlas-SLV3/Agena-D               | 7113                             | Keyhole-7 23 OPS-8293             | Aufklärungssatellit Instrumentennutzlast                | LEO                              | Erfolg |
| 1966                             |                                  |                                  |                                  |                                  |                                   |                                                         |                                  | |
| 25.                              | 19. Januar 1966 20:10            | 4E                               | Atlas-SLV3/Agena-D               | 7114                             | Keyhole-7 24 OPS-3179             | Aufklärungssatellit Instrumentennutzlast                | LEO                              | Erfolg |
| 26.                              | 15. Februar 1966 20:30           | 4E                               | Atlas-SLV3/Agena-D               | 7115                             | Keyhole-7 25 Bluebell 2C + 2S     | Aufklärungssatellit zwei Kalibrierungssatelliten        | LEO                              | Erfolg |
| 27.                              | 18. März 1966 20:30              | 4E                               | Atlas-SLV3/Agena-D               | 7116                             | Keyhole-7 26 OPS-0974             | Aufklärungssatellit Instrumentennutzlast                | LEO                              | Erfolg |
| 28.                              | 19. April 1966 19:12             | 4E                               | Atlas-SLV3/Agena-D               | 7117                             | Keyhole-7 27                      | Aufklärungssatellit                                     | LEO                              | Erfolg |
| 29.                              | 14. Mai 1966 18:30               | 4E                               | Atlas-SLV3/Agena-D               | 7118                             | Keyhole-7 28 OPS-6785             | zwei Aufklärungssatelliten                              | LEO                              | Erfolg |
| 30.                              | 3. Juni 1966 19:25               | 4E                               | Atlas-SLV3/Agena-D               | 7119                             | Keyhole-7 29 OPS-1856             | Aufklärungssatellit Instrumentennutzlast                | LEO                              | Erfolg |
| 31.                              | 12. Juli 1966 17:57              | 4E                               | Atlas-SLV3/Agena-D               | 7120                             | Keyhole-7 30                      | Aufklärungssatellit                                     | LEO                              | Erfolg |
| 33.                              | 16. August 1966 18:30            | 4E                               | Atlas-SLV3/Agena-D               | 7121                             | Keyhole-7 31 OPS-6810             | zwei Aufklärungssatelliten                              | LEO                              | Erfolg |
| 34.                              | 16. September 1966 17:59         | 4E                               | Atlas-SLV3/Agena-D               | 7123                             | Keyhole-7 32 OPS-6874             | zwei Aufklärungssatelliten                              | LEO                              | Erfolg |
| 36.                              | 12. Oktober 1966 19:15           | 4E                               | Atlas-SLV3/Agena-D               | 7122                             | Keyhole-7 33 OPS-5345             | Aufklärungssatellit Instrumentennutzlast                | LEO                              | Erfolg |
| 37.                              | 2. November 1966 20:23           | 4E                               | Atlas-SLV3/Agena-D               | 7124                             | Keyhole-7 34 OPS-5424             | Aufklärungssatellit Instrumentennutzlast                | LEO                              | Erfolg |
| 38.                              | 5. Dezember 1966 21:09           | 4E                               | Atlas-SLV3/Agena-D               | 7125                             | Keyhole-7 35                      | Aufklärungssatellit                                     | LEO                              | Erfolg |
| 1967                             |                                  |                                  |                                  |                                  |                                   |                                                         |                                  | |
| 40.                              | 2. Februar 1967 20:00            | 4E                               | Atlas-SLV3/Agena-D               | 7126                             | Keyhole-7 36                      | Aufklärungssatellit                                     | LEO                              | Erfolg |
| 43.                              | 22. Mai 1967 18:30               | 4E                               | Atlas-SLV3/Agena-D               | 7127                             | Keyhole-7 37 OPS-5557             | Aufklärungssatellit Instrumentennutzlast                | LEO                              | Erfolg |
| 44.                              | 4. Juni 1967 18:10               | 4E                               | Atlas-SLV3/Agena-D               | 7128                             | Keyhole-7 38                      | Aufklärungssatellit                                     | LEO                              | Erfolg Letzter Start einer Atlas-Rakete vom Space Launch Complex 4.                                       |

### Titan-Starts
| Start Nr. | Startdatum (UTC) | Pad | Raketentyp | S/N | Nutzlast | Art der Nutzlast | Umlaufbahn | Anmerkungen |
| 1966 – 1967 – 1968 – 1969 – 1970 – 1971 – 1972 – 1973 – 1974 – 1975 – 1976 – 1977 – 1978 – 1979 – 1980– 1981 – 1982 – 1983– 1984 – 1985 – 1986 – 1987 – 1988 – 1989 – 1991 – 1992 – 1993 – 1994 – 1995 – 1996 – 1997 – 1998 – 1999 – 2000 – 2001 – 2002 – 2003 – 2005 | 1966 – 1967 – 1968 – 1969 – 1970 – 1971 – 1972 – 1973 – 1974 – 1975 – 1976 – 1977 – 1978 – 1979 – 1980– 1981 – 1982 – 1983– 1984 – 1985 – 1986 – 1987 – 1988 – 1989 – 1991 – 1992 – 1993 – 1994 – 1995 – 1996 – 1997 – 1998 – 1999 – 2000 – 2001 – 2002 – 2003 – 2005 | 1966 – 1967 – 1968 – 1969 – 1970 – 1971 – 1972 – 1973 – 1974 – 1975 – 1976 – 1977 – 1978 – 1979 – 1980– 1981 – 1982 – 1983– 1984 – 1985 – 1986 – 1987 – 1988 – 1989 – 1991 – 1992 – 1993 – 1994 – 1995 – 1996 – 1997 – 1998 – 1999 – 2000 – 2001 – 2002 – 2003 – 2005 | 1966 – 1967 – 1968 – 1969 – 1970 – 1971 – 1972 – 1973 – 1974 – 1975 – 1976 – 1977 – 1978 – 1979 – 1980– 1981 – 1982 – 1983– 1984 – 1985 – 1986 – 1987 – 1988 – 1989 – 1991 – 1992 – 1993 – 1994 – 1995 – 1996 – 1997 – 1998 – 1999 – 2000 – 2001 – 2002 – 2003 – 2005 | 1966 – 1967 – 1968 – 1969 – 1970 – 1971 – 1972 – 1973 – 1974 – 1975 – 1976 – 1977 – 1978 – 1979 – 1980– 1981 – 1982 – 1983– 1984 – 1985 – 1986 – 1987 – 1988 – 1989 – 1991 – 1992 – 1993 – 1994 – 1995 – 1996 – 1997 – 1998 – 1999 – 2000 – 2001 – 2002 – 2003 – 2005 | 1966 – 1967 – 1968 – 1969 – 1970 – 1971 – 1972 – 1973 – 1974 – 1975 – 1976 – 1977 – 1978 – 1979 – 1980– 1981 – 1982 – 1983– 1984 – 1985 – 1986 – 1987 – 1988 – 1989 – 1991 – 1992 – 1993 – 1994 – 1995 – 1996 – 1997 – 1998 – 1999 – 2000 – 2001 – 2002 – 2003 – 2005 | 1966 – 1967 – 1968 – 1969 – 1970 – 1971 – 1972 – 1973 – 1974 – 1975 – 1976 – 1977 – 1978 – 1979 – 1980– 1981 – 1982 – 1983– 1984 – 1985 – 1986 – 1987 – 1988 – 1989 – 1991 – 1992 – 1993 – 1994 – 1995 – 1996 – 1997 – 1998 – 1999 – 2000 – 2001 – 2002 – 2003 – 2005 | 1966 – 1967 – 1968 – 1969 – 1970 – 1971 – 1972 – 1973 – 1974 – 1975 – 1976 – 1977 – 1978 – 1979 – 1980– 1981 – 1982 – 1983– 1984 – 1985 – 1986 – 1987 – 1988 – 1989 – 1991 – 1992 – 1993 – 1994 – 1995 – 1996 – 1997 – 1998 – 1999 – 2000 – 2001 – 2002 – 2003 – 2005 | 1966 – 1967 – 1968 – 1969 – 1970 – 1971 – 1972 – 1973 – 1974 – 1975 – 1976 – 1977 – 1978 – 1979 – 1980– 1981 – 1982 – 1983– 1984 – 1985 – 1986 – 1987 – 1988 – 1989 – 1991 – 1992 – 1993 – 1994 – 1995 – 1996 – 1997 – 1998 – 1999 – 2000 – 2001 – 2002 – 2003 – 2005 |
| 1966 | 1966 | 1966 | 1966 | 1966 | 1966 | 1966 | 1966 | 1966 |
| --- | --- | --- | --- | --- | --- | --- | --- | --- |
| 32. | 29. Juli 1966 18:43 | 4W | Titan-IIIB/Agena-D | 3B-1 | Keyhole-8 1 | Aufklärungssatellit | LEO | Erfolg Erster Start einer Titan-Rakete vom Space Launch Complex 4. |
| 35. | 28. September 1966 19:12 | 4W | Titan-IIIB/Agena-D | 3B-2 | Keyhole-8 2 | Aufklärungssatellit | LEO | Erfolg |
| 39. | 14. Dezember 1966 18:14 | 4W | Titan-IIIB/Agena-D | 3B-3 | Keyhole-8 3 | Aufklärungssatellit | LEO | Erfolg |
| 1967 | | | | | | | | |
| 41. | 24. Februar 1967 19:55 | 4W | Titan-IIIB/Agena-D | 3B-4 | Keyhole-8 4 | Aufklärungssatellit | LEO | Erfolg |
| 42. | 26. April 1967 18:00 | 4W | Titan-IIIB/Agena-D | 3B-5 | Keyhole-8 5 | Aufklärungssatellit | LEO | Fehlschlag Schubverlust des Oberstufentriebwerks; keine Umlaufbahn erreicht. |
| 45. | 20. Juni 1967 16:19 | 4W | Titan-IIIB/Agena-D | 3B-8 | Keyhole-8 6 | Aufklärungssatellit | LEO | Erfolg |
| 46. | 16. August 1967 17:02 | 4W | Titan-IIIB/Agena-D | 3B-9 | Keyhole-8 7 | Aufklärungssatellit | LEO | Erfolg |
| 47. | 19. September 1967 18:28 | 4W | Titan-IIIB/Agena-D | 3B-10 | Keyhole-8 8 | Aufklärungssatellit | LEO | Erfolg |
| 48. | 25. Oktober 1967 19:15 | 4W | Titan-IIIB/Agena-D | 3B-11 | Keyhole-8 9 | Aufklärungssatellit | LEO | Erfolg |
| 49. | 5. Dezember 1967 18:45 | 4W | Titan-IIIB/Agena-D | 3B-12 | Keyhole-8 10 | Aufklärungssatellit | LEO | Erfolg |
| 1968 | | | | | | | | |
| 50. | 18. Januar 1968 19:04 | 4W | Titan-IIIB/Agena-D | 3B-13 | Keyhole-8 11 | Aufklärungssatellit | LEO | Erfolg |
| 51. | 13. März 1968 19:55 | 4W | Titan-IIIB/Agena-D | 3B-14 | Keyhole-8 12 | Aufklärungssatellit | LEO | Erfolg |
| 52. | 17. April 1968 17:00 | 4W | Titan-IIIB/Agena-D | 3B-15 | Keyhole-8 13 | Aufklärungssatellit | LEO | Erfolg |
| 53. | 5. Juni 1968 17:31 | 4W | Titan-IIIB/Agena-D | 3B-16 | Keyhole-8 14 | Aufklärungssatellit | LEO | Erfolg |
| 54. | 6. August 1968 16:33 | 4W | Titan-IIIB/Agena-D | 3B-17 | Keyhole-8 15 | Aufklärungssatellit | LEO | Erfolg |
| 55. | 10. September 1968 18:30 | 4W | Titan-IIIB/Agena-D | 3B-18 | Keyhole-8 16 | Aufklärungssatellit | LEO | Erfolg |
| 56. | 6. November 1968 19:10 | 4W | Titan-IIIB/Agena-D | 3B-19 | Keyhole-8 17 | Aufklärungssatellit | LEO | Erfolg |
| 57. | 4. Dezember 1968 19:23 | 4W | Titan-IIIB/Agena-D | 3B-20 | Keyhole-8 18 | Aufklärungssatellit | LEO | Erfolg Höheres Apogäum als erwartet. |
| 1969 | | | | | | | | |
| 58. | 22. Januar 1969 19:10 | 4W | Titan-IIIB/Agena-D | 3B-6 | Keyhole-8 19 | Aufklärungssatellit | LEO | Erfolg Höheres Apogäum als erwartet. |
| 59. | 4. März 1969 19:30 | 4W | Titan-IIIB/Agena-D | 3B-7 | Keyhole-8 20 | Aufklärungssatellit | LEO | Erfolg |
| 60. | 15. April 1969 17:30 | 4W | Titan-IIIB/Agena-D | 3B-21 | Keyhole-8 21 | Aufklärungssatellit | LEO | Erfolg |
| 61. | 3. Juni 1969 16:49 | 4W | Titan-IIIB/Agena-D | 3B-22 | Keyhole-8 22 | Aufklärungssatellit | LEO | Erfolg |
| 62. | 23. August 1969 16:00 | 4W | Titan-23B/Agena-D | 23B-1 | Keyhole-8 23 | Aufklärungssatellit | LEO | Erfolg |
| 63. | 24. Oktober 1969 18:10 | 4W | Titan-23B/Agena-D | 23B-2 | Keyhole-8 24 | Aufklärungssatellit | LEO | Erfolg |
| 1970 | | | | | | | | |
| 64. | 14. Januar 1970 18:43 | 4W | Titan-23B/Agena-D | 23B-3 | Keyhole-8 25 | Aufklärungssatellit | LEO | Erfolg |
| 65. | 15. April 1970 15:52 | 4W | Titan-23B/Agena-D | 23B-4 | Keyhole-8 26 | Aufklärungssatellit | LEO | Erfolg |
| 66. | 25. Juni 1970 14:50 | 4W | Titan-23B/Agena-D | 23B-5 | Keyhole-8 27 | Aufklärungssatellit | LEO | Erfolg |
| 67. | 18. August 1970 14:45 | 4W | Titan-23B/Agena-D | 23B-6 | Keyhole-8 28 | Aufklärungssatellit | LEO | Erfolg |
| 68. | 23. Oktober 1970 17:40 | 4W | Titan-23B/Agena-D | 23B-7 | Keyhole-8 29 | Aufklärungssatellit | LEO | Erfolg |
| 1971 | | | | | | | | |
| 69. | 21. Januar 1971 18:28 | 4W | Titan-23B/Agena-D | 23B-8 | Keyhole-8 30 | Aufklärungssatellit | LEO | Erfolg |
| 70. | 21. März 1971 03:45 | 4W | Titan-33B/Agena-D | 33B-1 | Jumpseat 1 | Aufklärungssatellit | Molnija | Erfolg |
| 71. | 22. April 1971 15:30 | 4W | Titan-23B/Agena-D | 23B-9 | Keyhole-8 31 | Aufklärungssatellit | LEO | Erfolg |
| 72. | 15. Juni 1971 18:41 | 4E | Titan-IIID | 23D-1 | Keyhole-9 1 | Aufklärungssatellit | LEO | Erfolg |
| 73. | 12. August 1971 15:30 | 4W | Titan-24B/Agena-D | 24B-1 | Keyhole-8 32 | Aufklärungssatellit | LEO | Erfolg |
| 74. | 23. Oktober 1971 17:16 | 4W | Titan-24B/Agena-D | 24B-2 | Keyhole-8 33 | Aufklärungssatellit | LEO | Erfolg |
| 1972 | | | | | | | | |
| 75. | 20. Januar 1972 18:36 | 4E | Titan-IIID | 23D-2 | Keyhole-9 2 OPS-7719 | zwei Aufklärungssatelliten | LEO | Erfolg |
| 76. | 16. Februar 1972 09:59 | 4W | Titan-33B/Agena-D | 33B-2 | Jumpseat 2 | Aufklärungssatellit | Molnija | Fehlschlag |
| 77. | 17. März 1972 17:00 | 4W | Titan-24B/Agena-D | 24B-3 | Keyhole-8 34 | Aufklärungssatellit | LEO | Erfolg |
| 78. | 20. Mai 1972 15:30 | 4W | Titan-24B/Agena-D | 24B-4 | Keyhole-8 35 | Aufklärungssatellit | LEO | Fehlschlag Fehlerhafter Kammerdruck der Oberstufe; Satellit geht verloren. |
| 79. | 7. Juli 1972 17:46 | 4E | Titan-IIID | 23D-5 | Keyhole-9 3 OPS-7803 | zwei Aufklärungssatelliten | LEO | Erfolg |
| 80. | 1. September 1972 17:44 | 4W | Titan-24B/Agena-D | 24B-5 | Keyhole-8 36 | Aufklärungssatellit | LEO | Erfolg |
| 81. | 10. Oktober 1972 18:03 | 4E | Titan-IIID | 23D-3 | Keyhole-9 4 OPS-8314/2 | zwei Aufklärungssatelliten | LEO | Erfolg |
| 82. | 21. Dezember 1972 17:44 | 4W | Titan-24B/Agena-D | 24B-6 | Keyhole-8 37 | Aufklärungssatellit | LEO | Erfolg |
| 1973 | | | | | | | | |
| 83. | 9. März 1973 21:00 | 4E | Titan-IIID | 23D-4 | Keyhole-9 5 | Aufklärungssatellit | LEO | Erfolg |
| 84. | 16. Mai 1973 16:40 | 4W | Titan-24B/Agena-D | 24B-7 | Keyhole-8 38 | Aufklärungssatellit | LEO | Erfolg |
| 85. | 26. Juni 1973 17:00 | 4W | Titan-24B/Agena-D | 24B-9 | Keyhole-8 39 | Aufklärungssatellit | LEO | Fehlschlag Fehler der Oberstufe; Satellit geht verloren. |
| 86. | 13. Juli 1973 20:24 | 4E | Titan-IIID | 23D-7 | Keyhole-9 6 | Aufklärungssatellit | LEO | Erfolg |
| 87. | 21. August 1973 16:07 | 4W | Titan-33B/Agena-D | 33B-3 | Jumpseat 3 | Aufklärungssatellit | Molnija | Erfolg |
| 88. | 27. September 1973 17:15 | 4W | Titan-24B/Agena-D | 24B-8 | Keyhole-8 40 | Aufklärungssatellit | LEO | Erfolg |
| 89. | 10. November 1973 20:09 | 4E | Titan-IIID | 23D-8 | Keyhole-9 7 OPS-7705 OPS-6630/2 | drei Aufklärungssatelliten | LEO | Erfolg |
| 1974 | | | | | | | | |
| 90. | 13. Februar 1974 18:00 | 4W | Titan-24B/Agena-D | 24B-10 | Keyhole-8 41 | Aufklärungssatellit | LEO | Erfolg |
| 91. | 10. April 1974 20:20 | 4E | Titan-IIID | 23D-9 | Keyhole-9 8 OPS-6829 IRCB | Aufklärungssatellit Kalibrierungssatellit | LEO | Erfolg |
| 92. | 6. Juni 1974 16:30 | 4W | Titan-24B/Agena-D | 24B-11 | Keyhole-8 42 | Aufklärungssatellit | LEO | Erfolg |
| 93. | 14. August 1974 15:45 | 4W | Titan-24B/Agena-D | 24B-12 | Keyhole-8 43 | Aufklärungssatellit | LEO | Erfolg |
| 94. | 29. Oktober 1974 19:30 | 4E | Titan-IIID | 23D-4 | Keyhole-9 9 OPS-6239 OPS-8452 | Aufklärungssatellit Experimentalsatellit | LEO | Erfolg |
| 1975 | | | | | | | | |
| 95. | 10. März 1975 04:41 | 4W | Titan-34B/Agena-D | 34B-1 | Jumpseat 4 | Aufklärungssatellit | Molnija | Erfolg |
| 96. | 18. April 1975 16:48 | 4W | Titan-24B/Agena-D | 24B-14 | Keyhole-8 44 | Aufklärungssatellit | LEO | Erfolg |
| 97. | 8. Juni 1975 18:30 | 4E | Titan-IIID | 23D-10 | Keyhole-9 10 P-226 | zwei Aufklärungssatelliten | LEO | Erfolg |
| 98. | 9. Oktober 1975 19:15 | 4W | Titan-24B/Agena-D | 24B-13 | Keyhole-8 45 | Aufklärungssatellit | LEO | Erfolg |
| 99. | 4. Dezember 1975 20:38 | 4E | Titan-IIID | 23D-13 | Keyhole-9 11 OPS-5547 | Aufklärungssatellit Experimentalsatellit | LEO | Erfolg |
| 1976 | | | | | | | | |
| 100. | 22. März 1976 18:14 | 4W | Titan-24B/Agena-D | 24B-18 | Keyhole-8 46 | Aufklärungssatellit | LEO | Erfolg 100. Start vom Space Launch Complex 4. |
| 101. | 2. Juni 1976 20:56 | 4W | Titan-34B/Agena-D | 34B-5 | SDS-1 | Aufklärungssatellit | Molnija | Erfolg |
| 102. | 8. Juli 1976 18:30 | 4E | Titan-IIID | 23D-14 | Keyhole-9 12 OPS-5366 OPS-3986 | Aufklärungssatellit Experimentalsatellit | LEO | Erfolg |
| 103. | 6. August 1976 22:21 | 4W | Titan-34B/Agena-D | 34B-6 | SDS-2 | Aufklärungssatellit | Molnija | Erfolg |
| 104. | 15. September 1976 18:50 | 4W | Titan-24B/Agena-D | 24B-17 | Keyhole-8 47 | Aufklärungssatellit | LEO | Erfolg |
| 105. | 19. Dezember 1976 18:19 | 4E | Titan-IIID | 23D-15 | Keyhole-11 1 | Aufklärungssatellit | LEO | Erfolg |
| 1977 | | | | | | | | |
| 106. | 13. März 1977 18:41 | 4W | Titan-24B/Agena-D | 24B-19 | Keyhole-8 48 | Aufklärungssatellit | LEO | Erfolg |
| 107. | 27. Juni 1977 18:30 | 4E | Titan-IIID | 23D-17 | Keyhole-9 13 | Aufklärungssatellit | LEO | Erfolg |
| 108. | 23. September 1977 18:34 | 4W | Titan-24B/Agena-D | 24B-23 | Keyhole-8 49 | Aufklärungssatellit | LEO | Erfolg |
| 1978 | | | | | | | | |
| 109. | 25. Februar 1978 05:00 | 4W | Titan-34B/Agena-D | 34B-2 | Jumpseat 5 | Aufklärungssatellit | Molnija | Erfolg |
| 110. | 16. März 1978 18:43 | 4E | Titan-IIID | 23D-20 | Keyhole-9 14 OPS-7858 | zwei Aufklärungssatelliten | LEO | Erfolg |
| 111. | 14. Juni 1978 18:28 | 4E | Titan-IIID | 23D-18 | Keyhole-11 2 | Aufklärungssatellit | LEO | Erfolg |
| 112. | 5. August 1978 05:00 | 4W | Titan-34B/Agena-D | 34B-7 | SDS-3 | Aufklärungssatellit | Molnija | Erfolg |
| 1979 | | | | | | | | |
| 113. | 16. März 1979 18:30 | 4E | Titan-IIID | 23D-21 | Keyhole-9 15 OPS-6675 | zwei Aufklärungssatelliten | LEO | Erfolg |
| 114. | 28. Mai 1979 18:14 | 4W | Titan-24B/Agena-D | 24B-25 | Keyhole-8 50 | Aufklärungssatellit | LEO | Erfolg |
| 1980 | | | | | | | | |
| 115. | 7. Februar 1980 21:10 | 4E | Titan-IIID | 23D-19 | Keyhole-11 3 | Aufklärungssatellit | LEO | Erfolg |
| 116. | 18. Juni 1980 18:29 | 4E | Titan-IIID | 23D-16 | Keyhole-9 16 OPS-1292 | zwei Aufklärungssatelliten | LEO | Erfolg |
| 117. | 13. Dezember 1980 16:04 | 4W | Titan-34B/Agena-D | 34B-3 | SDS-4 | Aufklärungssatellit | Molnija | Erfolg |
| 1981 | | | | | | | | |
| 118. | 28. Februar 1981 19:15 | 4W | Titan-24B/Agena-D | 24B-24 | Keyhole-8 51 | Aufklärungssatellit | LEO | Erfolg |
| 119. | 24. April 1981 21:32 | 4W | Titan-34B/Agena-D | 34B-8 | Jumpseat 6 | Aufklärungssatellit | Molnija (geplant) LEO (erreicht) | Teilerfolg Nutzlasttrennung fehlgeschlagen; Satellit verblieb im LEO. |
| 120. | 3. September 1981 18:29 | 4E | Titan-IIID | 23D-22 | Keyhole-11 4 | Aufklärungssatellit | LEO | Erfolg |
| 1982 | | | | | | | | |
| 121. | 21. Januar 1982 19:36 | 4W | Titan-24B/Agena-D | 24B-26 | Keyhole-8 52 (Higherboy) | Aufklärungssatellit | LEO | Erfolg |
| 122. | 11. Mai 1982 18:45 | 4E | Titan-IIID | 23D-24 | Keyhole-9 17 OPS-6553 | zwei Aufklärungssatelliten | LEO | Erfolg |
| 123. | 17. November 1982 21:22 | 4E | Titan-IIID | 23D-23 | Keyhole-11 5 | Aufklärungssatellit | LEO | Erfolg |
| 1983 | | | | | | | | |
| 124. | 15. April 1983 18:45 | 4W | Titan-24B/Agena-D | 24B-27 | Keyhole-8 53 | Aufklärungssatellit | LEO | Erfolg |
| 125. | 20. Juni 1983 18:45 | 4E | Titan-34D | 34D-5 | Keyhole-9 18 OPS-3899 | zwei Aufklärungssatelliten | LEO | Erfolg |
| 126. | 31. Juli 1983 15:41 | 4W | Titan-34B/Agena-D | 34B-9 | Jumpseat 7 | Aufklärungssatellit | Molnija | Erfolg |
| 1984 | | | | | | | | |
| 127. | 17. April 1984 18:45 | 4W | Titan-24B/Agena-D | 24B-28 | Keyhole-8 54 | Aufklärungssatellit | LEO | Erfolg |
| 128. | 25. Juni 1984 18:43 | 4E | Titan-34D | 34D-4 | Keyhole-9 19 (USA-2) USA-3 | zwei Aufklärungssatelliten | LEO | Erfolg |
| 129. | 28. August 1984 18:03 | 4W | Titan-34B/Agena-D | 34B-4 | SDS-5 (USA-4) | Aufklärungssatellit | Molnija | Erfolg |
| 130. | 28. August 1984 18:00 | 4E | Titan-34D | 34D-6 | Keyhole-11 6 (USA-6) | Aufklärungssatellit | LEO | Erfolg |
| 1985 | | | | | | | | |
| 131. | 8. Februar 1985 06:10 | 4W | Titan-34B/Agena-D | 34B-10 | SDS-6 (USA-9) | Aufklärungssatellit | Molnija | Erfolg |
| 132. | 28. August 1985 21:20 | 4E | Titan-34D | 34D-7 | Keyhole-11 7 | Aufklärungssatellit | LEO | Fehlschlag Leck im Oxidatortank der Erststufe führt zu frühzeitigem Brennschluss. Rakete 272 Sekunden nach dem Start gesprengt. |
| 1986 | | | | | | | | |
| 133. | 18. April 1986 17:45 | 4E | Titan-34D | 34D-9 | Keyhole-9 20 Pearl Ruby | Aufklärungssatellit Experimentalsatellit | LEO | Fehlschlag Triebwerk eines Boosters brennt durch; Rakete explodiert acht Sekunden nach dem Abheben. |
| 1987 | | | | | | | | |
| 134. | 12. Februar 1987 06:40 | 4W | Titan-34B/Agena-D | 34B-51 | SDS-7 (USA-21) | Aufklärungssatellit | Molnija | Erfolg Letzter Flug der Agena-Oberstufe. |
| 135. | 26. Oktober 1987 21:32 | 4E | Titan-34D | 34D-15 | Keyhole-11 8 (USA-27) | Aufklärungssatellit | LEO | Erfolg |
| 1988 | | | | | | | | |
| 136. | 5. September 1988 21:32 | 4W | Titan-23G | 23G-1 | USA-32 | Aufklärungssatellit | LEO | Erfolg |
| 137. | 6. November 1988 18:03 | 4E | Titan-34D | 34D-14 | Keyhole-11 9 (USA-33) | Aufklärungssatellit | LEO | Erfolg |
| 1989 | | | | | | | | |
| 138. | 6. September 1989 01:49 | 4W | Titan-23G | 23G-2 | USA-45 | Aufklärungssatellit | LEO | Erfolg |
| 1991 | | | | | | | | |
| 139. | 8. März 1991 12:03 | 4E | Titan-4(03)A | 4A-5 | Lacrosse 2 (USA-34) | Aufklärungssatellit | LEO | Erfolg Erster Westküstenstart einer Titan IV. |
| 140. | 8. November 1991 07:07 | 4E | Titan-4(03)A | 4A-8 | NOSS-2 2A, 2B, 2C (USA-74, -76, -77) SLDCOM 2 (USA-72) | drei Aufklärungssatelliten militärischer Kommunikationssatellit | LEO | Erfolg |
| 1992 | | | | | | | | |
| 141. | 25. April 1992 08:53 | 4W | Titan-23G | 23G-3 | USA-81 | Aufklärungssatellit | LEO | Erfolg |
| 142. | 28. November 1992 21:34 | 4E | Titan-4(04)A | 4A-3 | Keyhole-11 10 (USA-86) | Aufklärungssatellit | LEO | Erfolg |
| 1993 | | | | | | | | |
| 143. | 2. August 1993 19:59 | 4E | Titan-4(03)A | 4A-11 | NOSS-2 3A, 3B, 3C SLDCOM 3 | drei Aufklärungssatelliten militärischer Kommunikationssatellit | LEO | Fehlschlag Explosion der Rakete bei T+101 aufgrund einer Triebwerksfehlfunktion. |
| 144. | 5. Oktober 1993 17:56 | 4W | Titan-23G/Star-37XFP | 23G-5 | Landsat 6 | Erdbeobachtungssatellit | SSO | Fehlschlag Die zusätzliche Star-37-Oberstufe zündet nicht; Satellit geht verloren. |
| 1994 | | | | | | | | |
| 145. | 25. Januar 1994 16:34 | 4W | Titan-23G/Star-37FM | 23G-11 | Clementine | Raumsonde zum Mond | LEO | Erfolg Erster Start einer US-amerikanischen Raumsonde von Vandenberg aus. |
| 1995 | | | | | | | | |
| 146. | 5. Dezember 1995 21:18 | 4E | Titan-4(04)A | 4A-15 | Keyhole-11 11 (USA-116) | Aufklärungssatellit | LEO | Erfolg |
| 1996 | | | | | | | | |
| 147. | 12. Mai 1996 21:32 | 4E | Titan-4(03)A | 4A-22 | NOSS-2 4A, 4B, 4C (USA-119–121) SLDCOM 4 (USA-122) TiPS 1a, 1b (USA-123, USA-124) | drei Aufklärungssatelliten Kommunikationssatellit Technologieerprobungsmission | LEO | Erfolg |
| 148. | 20. Dezember 1996 18:04 | 4E | Titan-4(04)A | 4A-13 | Keyhole-11 12 (USA-129, NROL-2) | Aufklärungssatellit | LEO | Erfolg |
| 1997 | | | | | | | | |
| 149. | 4. April 1997 16:47 | 4W | Titan-23G/Star-37S | 23G-6 | DMSP-5D2 F14 (USA-131) | militärischer Wettersatellit | LEO | Erfolg |
| 150. | 24. Oktober 1997 02:32 | 4E | Titan-4(03)A | 4A-18 | Lacrosse 3 (USA-133, NROL-3) | Aufklärungssatellit | LEO | Erfolg |
| 1998 | | | | | | | | |
| 151. | 13. Mai 1998 15:52 | 4W | Titan-23G/Star-37XFP | 23G-12 | NOAA 15 (NOAA K) | Wettersatellit | SSO | Erfolg |
| 1999 | | | | | | | | |
| 152. | 22. Mai 1999 09:36 | 4E | Titan-4(04)B | 4B-12 | Misty 2 (USA-144, NROL-9) | Aufklärungssatellit | LEO | Erfolg |
| 153. | 20. Juni 1999 02:15 | 4W | Titan-23G | 23G-7 | QuikSCAT | Erdbeobachtungssatellit | LEO | Erfolg |
| 154. | 12. Dezember 1999 17:38 | 4W | Titan-23G/Star-37XFP | 23G-8 | DMSP-5D3 F15 (USA-147) | militärischer Wettersatellit | LEO | Erfolg |
| 2000 | | | | | | | | |
| 155. | 17. August 2000 23:45 | 4E | Titan-4(03)B | 4B-28 | Lacrosse 4 (USA-152, NROL-11) | Aufklärungssatellit | LEO | Erfolg |
| 156. | 21. September 2000 10:22 | 4W | Titan-23G/Star-37XFP | 23G-13 | NOAA 16 (NOAA L) | Wettersatellit | SSO | Erfolg |
| 2001 | | | | | | | | |
| 157. | 5. Oktober 2001 21:21 | 4E | Titan-4(04)B | 4B-34 | Keyhole-11 13 (USA-161, NROL-14) | Aufklärungssatellit | LEO | Erfolg |
| 2002 | | | | | | | | |
| 158. | 24. Juni 2002 18:23 | 4W | Titan-23G/Star-37XFP | 23G-14 | NOAA 17 (NOAA M) | Wettersatellit | SSO | Erfolg |
| 2003 | | | | | | | | |
| 159. | 6. Januar 2003 14:19 | 4W | Titan-23G | 23G-4 | Coriolis (P98-2) | experimenteller Wettersatellit | LEO | Erfolg |
| 160. | 18. Oktober 2003 16:17 | 4W | Titan-23G/Star-37XFP | 23G-9 | DMSP-5D3 F16 (USA-172) | militärischer Wettersatellit | LEO | Erfolg Letzter Start einer Titan-II-Rakete. |
| 2005 | | | | | | | | |
| 161. | 19. Oktober 2005 18:05 | 4E | Titan-4(04)B | 4B-26 | Keyhole-11 14 (USA-186, NROL-20) | Aufklärungssatellit | LEO | Erfolg Letzter Start einer Titan-Rakete vom Space Launch Complex 4. |

### Falcon-9-Starts
Stand der Liste: 31. Dezember 2023
| Start Nr.                                                    | Startdatum (UTC)                                             | Pad                                                          | Raketentyp                                                   | S/N (Booster)                                                | Nutzlast                                                     | Art der Nutzlast                                                                              | Umlaufbahn                                                   | Anmerkungen                                                                  |
| 2013 – 2016 – 2017 – 2018 – 2019 – 2020 – 2021 – 2022 – 2023 | 2013 – 2016 – 2017 – 2018 – 2019 – 2020 – 2021 – 2022 – 2023 | 2013 – 2016 – 2017 – 2018 – 2019 – 2020 – 2021 – 2022 – 2023 | 2013 – 2016 – 2017 – 2018 – 2019 – 2020 – 2021 – 2022 – 2023 | 2013 – 2016 – 2017 – 2018 – 2019 – 2020 – 2021 – 2022 – 2023 | 2013 – 2016 – 2017 – 2018 – 2019 – 2020 – 2021 – 2022 – 2023 | 2013 – 2016 – 2017 – 2018 – 2019 – 2020 – 2021 – 2022 – 2023                                  | 2013 – 2016 – 2017 – 2018 – 2019 – 2020 – 2021 – 2022 – 2023 | 2013 – 2016 – 2017 – 2018 – 2019 – 2020 – 2021 – 2022 – 2023                 |
| 2013                                                         | 2013                                                         | 2013                                                         | 2013                                                         | 2013                                                         | 2013                                                         | 2013                                                                                          | 2013                                                         | 2013                                                                         |
| ------------------------------------------------------------ | ------------------------------------------------------------ | ------------------------------------------------------------ | ------------------------------------------------------------ | ------------------------------------------------------------ | ------------------------------------------------------------ | --------------------------------------------------------------------------------------------- | ------------------------------------------------------------ | ---------------------------------------------------------------------------- |
| 162.                                                         | 29. September 2013 16:00                                     | 4E                                                           | Falcon 9 v1.1                                                |                                                              | CASSIOPE CUSat DANDE POPACS 1–3                              | Forschungssatellit Technologieerprobungssatellit Forschungssatellit drei Forschungssatelliten | LEO                                                          | Erfolg Erster Start einer Falcon-9-Rakete vom Space Launch Complex 4.        |
| 2016                                                         |                                                              |                                                              |                                                              |                                                              |                                                              |                                                                                               |                                                              |                                                                              |
| 163.                                                         | 17. Januar 2016 18:42                                        | 4E                                                           | Falcon 9 v1.1                                                |                                                              | Jason 3                                                      | Ozean-Forschungssatellit                                                                      | SSO                                                          | Erfolg Letzter Start der Falcon-9-v1.1-Version.                              |
| 2017                                                         |                                                              |                                                              |                                                              |                                                              |                                                              |                                                                                               |                                                              |                                                                              |
| 164.                                                         | 14. Januar 2017 17:54                                        | 4E                                                           | Falcon 9 Block 3                                             | B1029.1                                                      | IdridiumNEXT-1                                               | zehn Kommunikationssatelliten                                                                 | LEO                                                          | Erfolg Erster Start einer Falcon 9 v1.2 vom Space Launch Complex 4.          |
| 165.                                                         | 25. Juni 2017 20:25                                          | 4E                                                           | Falcon 9 Block 3                                             | B1036.1                                                      | IdridiumNEXT-2                                               | zehn Kommunikationssatelliten                                                                 | LEO                                                          | Erfolg                                                                       |
| 166.                                                         | 24. August 2017 18:50                                        | 4E                                                           | Falcon 9 Block 3                                             | B1038.1                                                      | FORMOSAT-5                                                   | Erdbeobachtungssatellit                                                                       | SSO                                                          | Erfolg                                                                       |
| 167.                                                         | 9. Oktober 2017 12:37                                        | 4E                                                           | Falcon 9 Block 4                                             | B1041.1                                                      | IdridiumNEXT-3                                               | zehn Kommunikationssatelliten                                                                 | LEO                                                          | Erfolg                                                                       |
| 168.                                                         | 23. Dezember 2017 01:27                                      | 4E                                                           | Falcon 9 Block 3                                             | B1036.2                                                      | IdridiumNEXT-4                                               | zehn Kommunikationssatelliten                                                                 | LEO                                                          | Erfolg                                                                       |
| 2018                                                         |                                                              |                                                              |                                                              |                                                              |                                                              |                                                                                               |                                                              |                                                                              |
| 169.                                                         | 22. Februar 2018 14:17                                       | 4E                                                           | Falcon 9 Block 3                                             | B1038.2                                                      | Paz Tintin A, Tintin B                                       | Erdbeobachtungssatellit zwei Testsatelliten                                                   | SSO                                                          | Erfolg                                                                       |
| 170.                                                         | 30. März 2018 14:13                                          | 4E                                                           | Falcon 9 Block 4                                             | B1041.2                                                      | IdridiumNEXT-5                                               | zehn Kommunikationssatelliten                                                                 | LEO                                                          | Erfolg                                                                       |
| 171.                                                         | 22. Mai 2018 19:48                                           | 4E                                                           | Falcon 9 Block 4                                             | B1043.2                                                      | IdridiumNEXT-6 GRACE-FO 1 und 2                              | fünf Kommunikationssatelliten                                                                 | LEO                                                          | Erfolg                                                                       |
| 172.                                                         | 25. Juli 2018 11:39                                          | 4E                                                           | Falcon 9 Block 5                                             | B1048.1                                                      | IdridiumNEXT-7                                               | zehn Kommunikationssatelliten                                                                 | LEO                                                          | Erfolg                                                                       |
| 173.                                                         | 8. Oktober 2018 02:21                                        | 4E                                                           | Falcon 9 Block 5                                             | B1048.2                                                      | SAOCOM 1A                                                    | Erdbeobachtungssatellit                                                                       | SSO                                                          | Erfolg Erste Landung auf der Landing Zone 4.                                 |
| 174.                                                         | 3. Dezember 2018 18:34                                       | 4E                                                           | Falcon 9 Block 3                                             | B1046.3                                                      | SSO-A                                                        | 64-facher Satellitenstart                                                                     | SSO                                                          | Erfolg                                                                       |
| 2019                                                         |                                                              |                                                              |                                                              |                                                              |                                                              |                                                                                               |                                                              |                                                                              |
| 175.                                                         | 11. Januar 2019 15:31                                        | 4E                                                           | Falcon 9 Block 5                                             | B1049.2                                                      | IdridiumNEXT-8                                               | zehn Kommunikationssatelliten                                                                 | LEO                                                          | Erfolg                                                                       |
| 176.                                                         | 12. Juni 2019 14:17                                          | 4E                                                           | Falcon 9 Block 5                                             | B1051.2                                                      | Radarsat Constellation                                       | drei Erdbeobachtungssatelliten                                                                | SSO                                                          | Erfolg                                                                       |
| 2020                                                         |                                                              |                                                              |                                                              |                                                              |                                                              |                                                                                               |                                                              |                                                                              |
| 177.                                                         | 21. November 2020 17:17                                      | 4E                                                           | Falcon 9 Block 5                                             | B1063.1                                                      | Sentinel-6A                                                  | Erdbeobachtungssatellit                                                                       | LEO                                                          | Erfolg                                                                       |
| 2021                                                         |                                                              |                                                              |                                                              |                                                              |                                                              |                                                                                               |                                                              |                                                                              |
| 178.                                                         | 14. September 2021 03:55                                     | 4E                                                           | Falcon 9 Block 5                                             | B1049.10                                                     | Starlink Group 2-1                                           | 51 Kommunikationssatelliten                                                                   | LEO                                                          | Erfolg                                                                       |
| 179.                                                         | 24. November 2021 06:21                                      | 4E                                                           | Falcon 9 Block 5                                             | B1063.3                                                      | Double Asteroid Redirection Test LICIACube                   | zweiRaumsonden zum Doppelasteroiden Didymos                                                   | heliozentrisch                                               | Erfolg                                                                       |
| 180.                                                         | 18. Dezember 2021 12:41                                      | 4E                                                           | Falcon 9 Block 5                                             | B1051.11                                                     | Starlink Group 4-4                                           | 52 Kommunikationssatelliten                                                                   | LEO                                                          | Erfolg                                                                       |
| 2022                                                         |                                                              |                                                              |                                                              |                                                              |                                                              |                                                                                               |                                                              |                                                                              |
| 181.                                                         | 2. Februar 2022 20:27                                        | 4E                                                           | Falcon 9 Block 5                                             | B1071.1                                                      | USA-326 (NROL-87)                                            | militärischer Satellit                                                                        | SSO                                                          | Erfolg                                                                       |
| 182.                                                         | 25. Februar 2022 17:12                                       | 4E                                                           | Falcon 9 Block 5                                             | B1053.4                                                      | Starlink Group 4-11                                          | 50 Kommunikationssatelliten                                                                   | LEO                                                          | Erfolg                                                                       |
| 183.                                                         | 17. April 2022 13:13                                         | 4E                                                           | Falcon 9 Block 5                                             | B1071.2                                                      | USA-327 (NROL-85)                                            | zwei militärische Satelliten                                                                  | LEO                                                          | Erfolg                                                                       |
| 184.                                                         | 13. Mai 2022 22:07                                           | 4E                                                           | Falcon 9 Block 5                                             | B1063.5                                                      | Starlink Group 4-13                                          | 53 Kommunikationssatelliten                                                                   | LEO                                                          | Erfolg                                                                       |
| 185.                                                         | 18. Juni 2022 14:19                                          | 4E                                                           | Falcon 9 Block 5                                             | B1071.3                                                      | SARah 1                                                      | Aufklärungssatellit                                                                           | LEO                                                          | Erfolg                                                                       |
| 186.                                                         | 11. Juli 2022 01:39                                          | 4E                                                           | Falcon 9 Block 5                                             | B1063.6                                                      | Starlink Group 3-1                                           | 46 Kommunikationssatelliten                                                                   | SSO                                                          | Erfolg                                                                       |
| 187.                                                         | 22. Juli 2022 17:39                                          | 4E                                                           | Falcon 9 Block 5                                             | B1071.4                                                      | Starlink Group 3-2                                           | 46 Kommunikationssatelliten                                                                   | SSO                                                          | Erfolg                                                                       |
| 188.                                                         | 12. August 2022 21:40                                        | 4E                                                           | Falcon 9 Block 5                                             | B1061.10                                                     | Starlink Group 3-3                                           | 46 Kommunikationssatelliten                                                                   | SSO                                                          | Erfolg                                                                       |
| 189.                                                         | 31. August 2022 05:40                                        | 4E                                                           | Falcon 9 Block 5                                             | B1063.7                                                      | Starlink Group 3-4                                           | 46 Kommunikationssatelliten                                                                   | SSO                                                          | Erfolg                                                                       |
| 190.                                                         | 5. Oktober 2022 23:10                                        | 4E                                                           | Falcon 9 Block 5                                             | B1071.5                                                      | Starlink Group 4-29                                          | 52 Kommunikationssatelliten                                                                   | LEO                                                          | Erfolg                                                                       |
| 191.                                                         | 28. Oktober 2022 01:14                                       | 4E                                                           | Falcon 9 Block 5                                             | B1063.8                                                      | Starlink Group 4-31                                          | 53 Kommunikationssatelliten                                                                   | LEO                                                          | Erfolg                                                                       |
| 192.                                                         | 16. Dezember 2022 11:46                                      | 4E                                                           | Falcon 9 Block 5                                             | B1071.6                                                      | SWOT                                                         | Erdbeobachtungssatellit                                                                       | LEO                                                          | Erfolg                                                                       |
| 193.                                                         | 30. Dezember 2022 07:38                                      | 4E                                                           | Falcon 9 Block 5                                             | B1061.11                                                     | EROS-C3-1                                                    | Erdbeobachtungssatellit                                                                       | SSO                                                          | Erfolg                                                                       |
| 2023                                                         |                                                              |                                                              |                                                              |                                                              |                                                              |                                                                                               |                                                              |                                                                              |
| 194.                                                         | 19. Januar 2023 15:43                                        | 4E                                                           | Falcon 9 Block 5                                             | B1075.1                                                      | Starlink Group 2-4                                           | 51 Kommunikationssatelliten                                                                   | LEO                                                          | Erfolg                                                                       |
| 195.                                                         | 31. Januar 2023 16:15                                        | 4E                                                           | Falcon 9 Block 5                                             | B1071.7                                                      | Starlink Group 2-6 ION-SCV 009                               | 49 Kommunikationssatelliten Satellitendispenser                                               | LEO                                                          | Erfolg                                                                       |
| 196.                                                         | 17. Februar 2023 19:12                                       | 4E                                                           | Falcon 9 Block 5                                             | B1063.9                                                      | Starlink Group 2-6                                           | 51 Kommunikationssatelliten                                                                   | LEO                                                          | Erfolg                                                                       |
| 197.                                                         | 3. März 2023 18:38                                           | 4E                                                           | Falcon 9 Block 5                                             | B1061.12                                                     | Starlink Group 2-7                                           | 51 Kommunikationssatelliten                                                                   | LEO                                                          | Erfolg                                                                       |
| 198.                                                         | 17. März 2023 19:26                                          | 4E                                                           | Falcon 9 Block 5                                             | B1071.8                                                      | Starlink Group 2-8                                           | 52 Kommunikationssatelliten                                                                   | LEO                                                          | Erfolg                                                                       |
| 199.                                                         | 2. April 2023 14:29                                          | 4E                                                           | Falcon 9 Block 5                                             | B1075.2                                                      | SDA Tranche 0A                                               | zehn militärische Satelliten                                                                  | LEO                                                          | Erfolg                                                                       |
| 200.                                                         | 15. April 2023 06:48                                         | 4E                                                           | Falcon 9 Block 5                                             | B1063.10                                                     | Transporter-7                                                | Rideshare-Flug mit 49 Satelliten                                                              | SSO                                                          | Erfolg 200. Start vom Space Launch Complex 4.                                |
| 201.                                                         | 27. April 2023 13:40                                         | 4E                                                           | Falcon 9 Block 5                                             | B1061.13                                                     | Starlink Group 3-5                                           | 46 Kommunikationssatelliten                                                                   | SSO                                                          | Erfolg                                                                       |
| 202.                                                         | 10. Mai 2023 20:09                                           | 4E                                                           | Falcon 9 Block 5                                             | B1075.3                                                      | Starlink Group 2-9                                           | 51 Kommunikationssatelliten                                                                   | LEO                                                          | Erfolg                                                                       |
| 203.                                                         | 20. Mai 2023 13:16                                           | 4E                                                           | Falcon 9 Block 5                                             | B1063.11                                                     | IdridiumNEXT-9 OneWeb L19                                    | fünf Kommunikationssatelliten 16 Kommunikationssatelliten                                     | LEO                                                          | Erfolg                                                                       |
| 204.                                                         | 31. Mai 2023 06:02                                           | 4E                                                           | Falcon 9 Block 5                                             | B1061.14                                                     | Starlink Group 2-10                                          | 52 Kommunikationssatelliten                                                                   | LEO                                                          | Erfolg                                                                       |
| 205.                                                         | 12. Juni 2023 21:35                                          | 4E                                                           | Falcon 9 Block 5                                             | B1071.9                                                      | Transporter-8                                                | Rideshare-Flug mit 70 Satelliten                                                              | SSO                                                          | Erfolg                                                                       |
| 206.                                                         | 22. Juni 2023 07:19                                          | 4E                                                           | Falcon 9 Block 5                                             | B1075.4                                                      | Starlink Group 5-7                                           | 47 Kommunikationssatelliten                                                                   | LEO                                                          | Erfolg                                                                       |
| 207.                                                         | 7. Juli 2023 19:29                                           | 4E                                                           | Falcon 9 Block 5                                             | B1063.12                                                     | Starlink Group 5-13                                          | 48 Kommunikationssatelliten                                                                   | LEO                                                          | Erfolg                                                                       |
| 208.                                                         | 20. Juli 2023 04:09                                          | 4E                                                           | Falcon 9 Block 5                                             | B1071.10                                                     | Starlink Group 6-15                                          | 15 Kommunikationssatelliten                                                                   | LEO                                                          | Erfolg                                                                       |
| 209.                                                         | 8. August 2023 03:57                                         | 4E                                                           | Falcon 9 Block 5                                             | B1075.5                                                      | Starlink Group 6-20                                          | 15 Kommunikationssatelliten                                                                   | LEO                                                          | Erfolg                                                                       |
| 210.                                                         | 22. August 2023 09:37                                        | 4E                                                           | Falcon 9 Block 5                                             | B1061.15                                                     | Starlink Group 7-1                                           | 21 Kommunikationssatelliten                                                                   | LEO                                                          | Erfolg                                                                       |
| 211.                                                         | 2. September 2023 14:25                                      | 4E                                                           | Falcon 9 Block 5                                             | B1063.13                                                     | SDA Tranche 0B                                               | 13 militärische Satelliten                                                                    | LEO                                                          | Erfolg                                                                       |
| 212.                                                         | 12. September 2023 06:57                                     | 4E                                                           | Falcon 9 Block 5                                             | B1071.11                                                     | Starlink Group 7-2                                           | 21 Kommunikationssatelliten                                                                   | LEO                                                          | Erfolg                                                                       |
| 213.                                                         | 25. September 2023 08:48                                     | 4E                                                           | Falcon 9 Block 5                                             | B1075.6                                                      | Starlink Group 7-3                                           | 21 Kommunikationssatelliten                                                                   | LEO                                                          | Erfolg                                                                       |
| 214.                                                         | 9. Oktober 2023 07:43                                        | 4E                                                           | Falcon 9 Block 5                                             | B1063.14                                                     | Starlink Group 7-4                                           | 21 Kommunikationssatelliten                                                                   | LEO                                                          | Erfolg                                                                       |
| 215.                                                         | 21. Oktober 2023 08:23                                       | 4E                                                           | Falcon 9 Block 5                                             | B1061.16                                                     | Starlink Group 7-5                                           | 21 Kommunikationssatelliten                                                                   | LEO                                                          | Erfolg                                                                       |
| 216.                                                         | 29. Oktober 2023 09:00                                       | 4E                                                           | Falcon 9 Block 5                                             | B1075.7                                                      | Starlink Group 7-6                                           | 22 Kommunikationssatelliten                                                                   | LEO                                                          | Erfolg                                                                       |
| 217.                                                         | 11. November 2023 18:49                                      | 4E                                                           | Falcon 9 Block 5                                             |                                                              | Transporter-9                                                | Rideshare-Flug mit 113 Satelliten                                                             | SSO                                                          | Teilerfolg Drei Satelliten trennten sich nicht aus ihrer Transporthalterung. |
| 218.                                                         | 20. November 2023 10:30                                      | 4E                                                           | Falcon 9 Block 5                                             |                                                              | Starlink Group 7-7                                           | 22 Kommunikationssatelliten                                                                   | LEO                                                          | Erfolg                                                                       |
| 219.                                                         | 1. Dezember 2023                                             | 4E                                                           | Falcon 9                                                     |                                                              | 425-Projekt EO/IR                                            |                                                                                               |                                                              | Erfolg                                                                       |
| 220.                                                         | 8. Dezember 2023                                             | 4E                                                           | Falcon 9                                                     |                                                              | Starlink Group 7-8                                           |                                                                                               |                                                              | Erfolg                                                                       |
| 221.                                                         | 24. Dezember 2023                                            | 4E                                                           | Falcon 9                                                     |                                                              | SARah 2, 3                                                   |                                                                                               |                                                              | Erfolg                                                                       |

## Landeliste
Stand der Liste: 2. Oktober 2023
| Nr. | Datum             | Raketentyp       | Seriennummer | Nutzlast               | Orbit | Anmerkungen                                   |
| --- | ----------------- | ---------------- | ------------ | ---------------------- | ----- | --------------------------------------------- |
| 1.  | 8. Oktober 2018   | Falcon 9 Block 5 | B1048.2      | SAOCOM 1A              | SSO   | Erfolg Erster Landung auf der Landing Zone 4. |
| 2.  | 12. Juni 2019     | Falcon 9 Block 5 | B1051.2      | Radarsat Constellation | SSO   | Erfolg                                        |
| 3.  | 21. November 2020 | Falcon 9 Block 5 | B1063.1      | Sentinel-6A            | LEO   | Erfolg                                        |
| 4.  | 2. Februar 2022   | Falcon 9 Block 5 | B1071.1      | USA-326 (NROL-87)      | SSO   | Erfolg                                        |
| 5.  | 17. April 2022    | Falcon 9 Block 5 | B1071.2      | USA-327 (NROL-85)      | LEO   | Erfolg                                        |
| 6.  | 18. Juni 2022     | Falcon 9 Block 5 | B1071.3      | SARah 1                | LEO   | Erfolg                                        |
| 7.  | 16. Dezember 2022 | Falcon 9 Block 5 | B1071.6      | SWOT                   | LEO   | Erfolg                                        |
| 8.  | 30. Dezember 2022 | Falcon 9 Block 5 | B1061.11     | EROS-C3-1              | SSO   | Erfolg                                        |
| 9.  | 2. April 2023     | Falcon 9 Block 5 | B1075.2      | SDA Tranche 0A         | LEO   | Erfolg                                        |
| 10. | 15. April 2023    | Falcon 9 Block 5 | B1063.10     | Transporter-7          | SSO   | Erfolg                                        |
| 11. | 12. Juni 2023     | Falcon 9 Block 5 | B1071.9      | Transporter-8          | SSO   | Erfolg                                        |
| 12. | 2. September 2023 | Falcon 9 Block 5 | B1063.13     | SDA Tranche 0B         | LEO   | Erfolg                                        |